# Падрила
Па́дрила — деревня в Шумском сельском поселении Кировского района Ленинградской области.

## История
Впервые упоминается в Писцовой книге Водской пятины 1500 года как деревня Падерла в Егорьевском Теребужском погосте Ладожского уезда.
Деревня Падрила обозначена на карте Санкт-Петербургской губернии Ф. Ф. Шуберта 1834 года.

ПАДРУЛА — деревня принадлежит надворному советнику Савицкому и капитану Ильину, число жителей по ревизии: 8 м. п., 8 ж. п. (1838 год)

ПАДРУЛИ — деревня госпожи Ильиной, по просёлочной дороге, число дворов — 7, число душ — 18 м. п. (1856 год)

ПЕТРОПАВЛОВСКАЯ (ПАДРИЛА) — деревня владельческая при колодцах, число дворов — 7, число жителей: 29 м. п., 25 ж. п.  (1862 год)

В конце XIX века деревня административно относилась к Шумской волости 1-го стана Новоладожского уезда Санкт-Петербургской губернии, в начале XX века — 4-го стана.
С 1917 по 1927 год деревня Падрила входила в состав Шумского сельсовета Шумской волости Волховского уезда.
Согласно данным переписи населения СССР 1926 года в деревне Падрила проживали 176 человек — все русские.
С 1927 года в составе Мгинского района.
В 1928 году население деревни Падрила также составляло 176 человек.
По данным 1933 года деревня называлась Подрило и входила в состав Шумского сельсовета Мгинского района.

План деревни Падрила. 1941 год

Согласно топографической карте РККА 1941 года деревня насчитывала 35 дворов.
В 1941 году деревня Падрила была оккупирована немецко-фашистскими захватчиками. В ходе Тихвинской наступательной операции (1941-й год), деревня Падрила была отбита Рабоче-крестьянской Красной армией. В пяти километрах от деревни находится братская могила русских воинов.
В 1958 году население деревни Падрила составляло 53 человека.
С 1960 года в составе Волховского района.
По данным 1966 и 1973 годов деревня Падрила также находилась в подчинении Шумского сельсовета Волховского района.
По данным 1990 года деревня называлась Падрила и входила в состав Шумского сельсовета Кировского района.
В 1997 году в деревне Падрила Шумской волости не было постоянного населения, в 2002 году проживал 1 человек (русский).
2007 году в деревне Падрила Шумского СП не было постоянного населения, в 2010 году — проживали 3 человека.

## География
Находится в восточной части района на автодороге 41К-533 (Шум — Падрила).
Расстояние до административного центра поселения — 5 км. Расстояние до ближайшей железнодорожной станции Войбокало — 7 км.
К югу от деревни расположено Падринское болото.
Деревня Падрила граничит с землями сельскохозяйственного назначения Шумского сельского поселения.

## Демография
| 1862 | 2007 | 2010 | 2011 | 2017 |
| ---- | ---- | ---- | ---- | ---- |
| 54   | ↘0   | ↗3   | →3   | ↘1   |

## Инфраструктура
По данным администрации на 2011 год деревня насчитывала 14 домов.